# Litopone
Litopone  ou litopônio é um pigmento branco, uma mistura de sulfato de bário (70%) e sulfeto de zinco (30%). É usado na produção de tintas de interior e esmaltes de vitrais.Com outros componentes entra na confecção de massas para regularizar madeiras, antes da sua esmaltagem, e após aplicação de primário nas madeiras.
Os artefatos de madeira são tratados com sulfato de zinco e sulfeto de bário, que através de uma reação de troca iônica formam os precipitados acima mencionados, produzindo um revestimento com aspecto de mármore  sobre a superfície da madeira.

## Declarações de segurança
R36: Irritante para os olhos.
R41: Risco de lesões oculares graves.
R43: Pode causar sensibilização em contacto com a pele.
R50/53: Muito tóxico para os organismos aquáticos, podendo causar efeitos nefastos a longo prazo no ambiente aquático.

## Referência
- (em alemão) Pigmento litopone

1. ↑  «Lithopone 1345-05-7 wiki». GuideChem (em inglês). Consultado em 21 de setembro de 2023